# Magazynek bębnowy

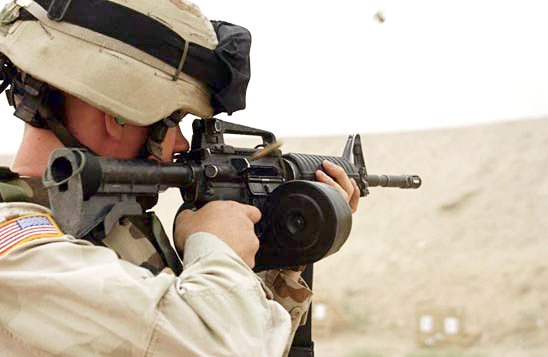
Podwójny magazynek bębnowy Beta C-Mag używany w karabinku M4A1

Magazynek bębnowy – rodzaj magazynka do broni palnej o dużej pojemności. Magazynki bębnowe o kształcie cylindrycznym (podobnym do bębna) przechowują naboje ułożone spiralnie wokół środka magazynka, równolegle do lufy. Magazynki bębnowe konkurują z bardziej popularnymi magazynkami pudełkowymi, które mają mniejszą pojemność i przechowują naboje ułożone rzędowo. Magazynki pudełkowe są też tańsze w produkcji oraz posiadają większą niezawodność niż magazynki bębnowe. Pojemność magazynków bębnowych jest różna, ale zazwyczaj mieści się w przedziale od 50 do 100 nabojów.

## Historia i zastosowanie

### XIX w.
W 1853 roku Charles N. Tyler opatentował pierwszy obrotowy magazynek bębnowy, a pierwszy nowoczesny magazynek tego typu zaprojektował w 1871 roku William H. Elliot, lepiej znany jako wynalazca Remington Model 95.

### XX w.

#### Pistolety i karabiny

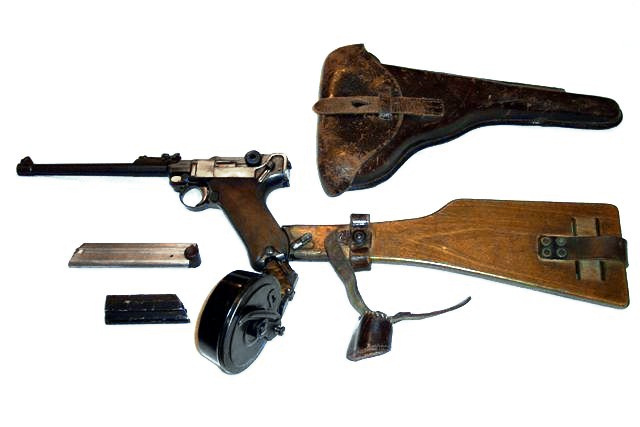
Pistolet Luger z 32-nabojowym magazynkiem bębnowym

Do pistoletu Luger zaprojektowano magazynek bębnowy, chociaż pistolet ten zwykle był używany ze zwykłym magazynkiem pudełkowym na 8 nabojów; czasami wykorzystywano również eksperymentalny magazynek Schneckenmagazine („magazynek ślimakowy”) na 32 naboje.
Moubray G. Farquhar i Arthur H. Hill w 1915 roku złożyli wniosek o brytyjski patent na „Nowy lub ulepszony magazynek nabojowy do broni osobistej i karabinów maszynowych” na swój karabin Farquhar–Hill, który został zaakceptowany w 1919. Karabin ten nigdy nie wyszedł jednak poza etap prototypu.

### Pistolety maszynowe

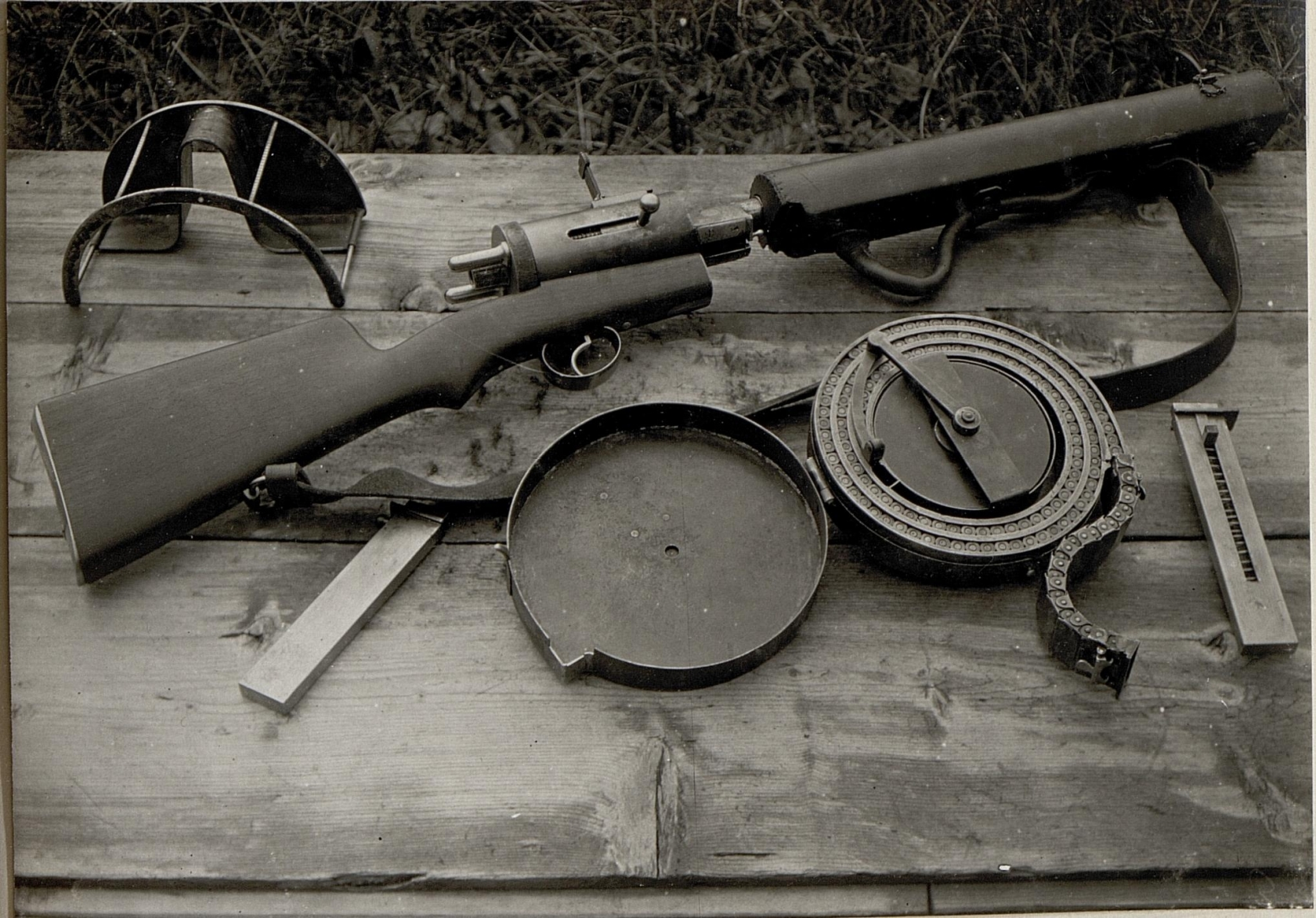
Standschütze Hellriegel M1915 wykorzystywał magazynek bębnowy z pasem utrzymującym naboje oraz lufę chłodzoną wodą

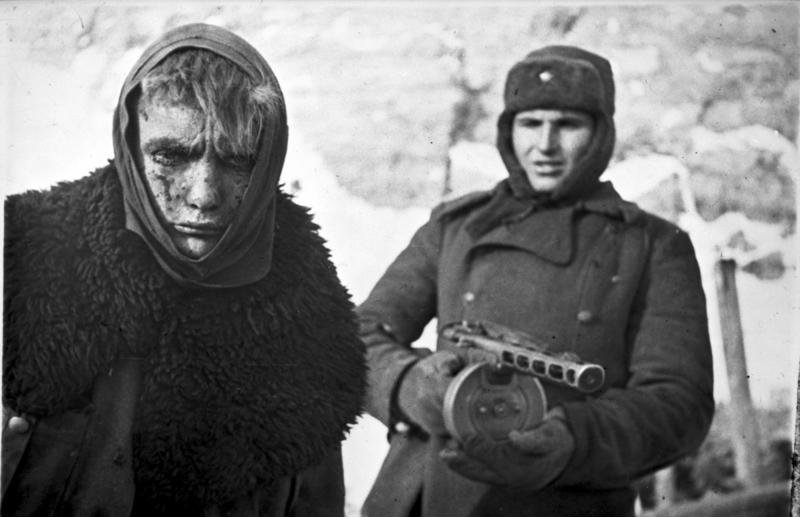
Żołnierz Armii Czerwonej uzbrojony w pistolet maszynowy PPSz z magazynkiem bębnowym prowadzi niemieckiego żołnierza do niewoli po bitwie stalingradzkiej, 1943

W 1915 roku Standschütze Hellriegel M1915, austro-węgierski pistolet maszynowy chłodzony wodą, został wyprodukowany podczas I wojny światowej w bardzo ograniczonej liczbie egzemplarzy.
Radziecki pistolet maszynowy PPD, pierwotnie zaprojektowany w 1934 roku przez Wasilija Diegtiariowa, mógł używać 35-nabojowego magazynka pudełkowego lub 71-nabojowego magazynka bębnowego skopiowanego z fińskiego pistoletu maszynowego Suomi KP/-31. Radziecki pistolet maszynowy PPSz-41, zaprojektowany w 1941 roku, który zastąpił PPD, był tańszą i bardziej niezawodną konstrukcją. Tak jak PPD, używał naboju 7,62 × 25 mm TT i mógł być zasilany zarówno z 35-nabojowego magazynka pudełkowego, jak i 71-nabojowego magazynka bębnowego, przy czym ten drugi był o wiele powszechniejszy.

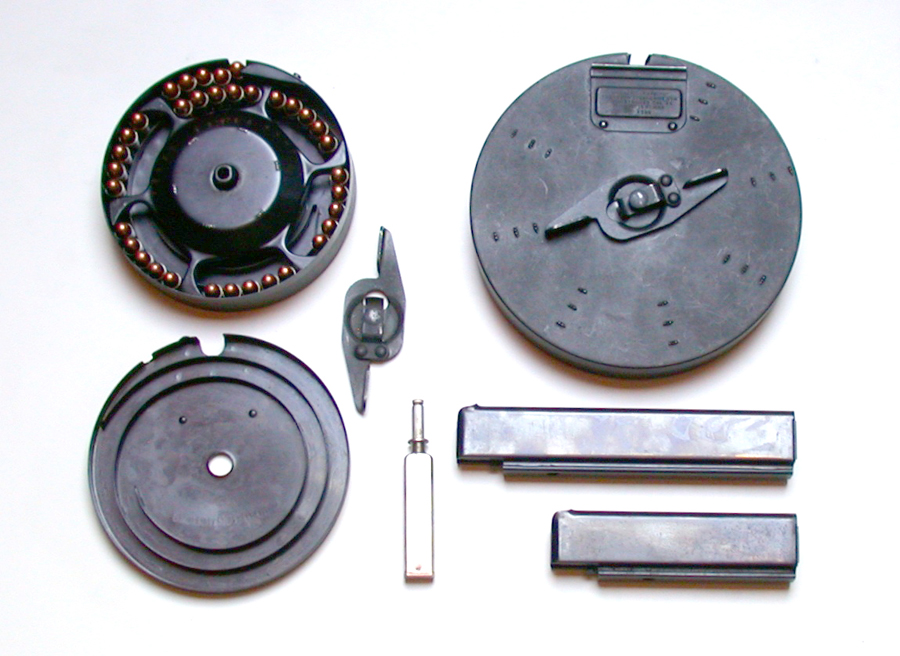
Magazynki bębnowe na 50 i 100 naboi oraz magazynki pudełkowe na 20 i 30 naboi do pistoletu maszynowego Thompson

Pistolet maszynowy Thompson („Tommy gun”) wykorzystywał magazynek bębnowy w swojej klasycznej formie, ale magazynki bębnowe tej broni zostały porzucone w modelach z czasów II wojny światowej. Thompson mógł używać 20- i 30-nabojowych magazynków pudełkowych albo 50-nabojowych cylindrycznych magazynków bębnowych; te ostatnie były znane jako „bębny L”, ponieważ „L” to rzymska cyfra 50. Dostępny był także 100-nabojowy magazynek „bęben C” (cyfra rzymska oznaczająca 100), ale ważył ponad osiem funtów i zwiększał całkowitą masę broni do prawie 9,1 kg. Warianty M1928 Navy i M1928A1, używane przez US Navy i US Marine Corps, również mogły wykorzystywać magazynki bębnowe, ale standardowe magazynki pudełkowe były bardziej popularne ze względu na dużą masę magazynków bębnowych i ich tendencję do zacinania się.

### Karabiny maszynowe

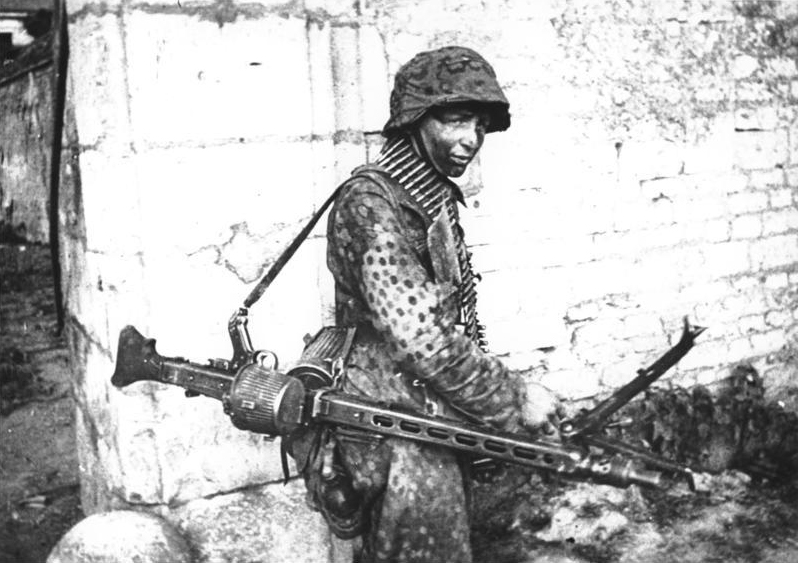
Żołnierz Waffen SS z 12 Dywizji Pancernej SS „Hitlerjugend” z karabinem maszynowym MG 42 wyposażonym w magazynek bębnowy pasowy

Przykładem karabinu maszynowego z opcjonalnym magazynkiem bębnowym, zawierającym zakładkę startową i pas do przytrzymywania nabojów o pojemności 50 pocisków, jest MG 42, uniwersalny karabin maszynowy na nabój 7,92 × 57 mm Mauser zaprojektowany w nazistowskich Niemczech i szeroko używany przez Wehrmacht oraz Waffen SS w drugiej połowie II wojny światowej. 50-nabojowy Gurttrommel (bęben pasowy) był używany również w poprzednim niemieckim uniwersalnym karabinie maszynowym MG 34.

### Magazynki talerzowe

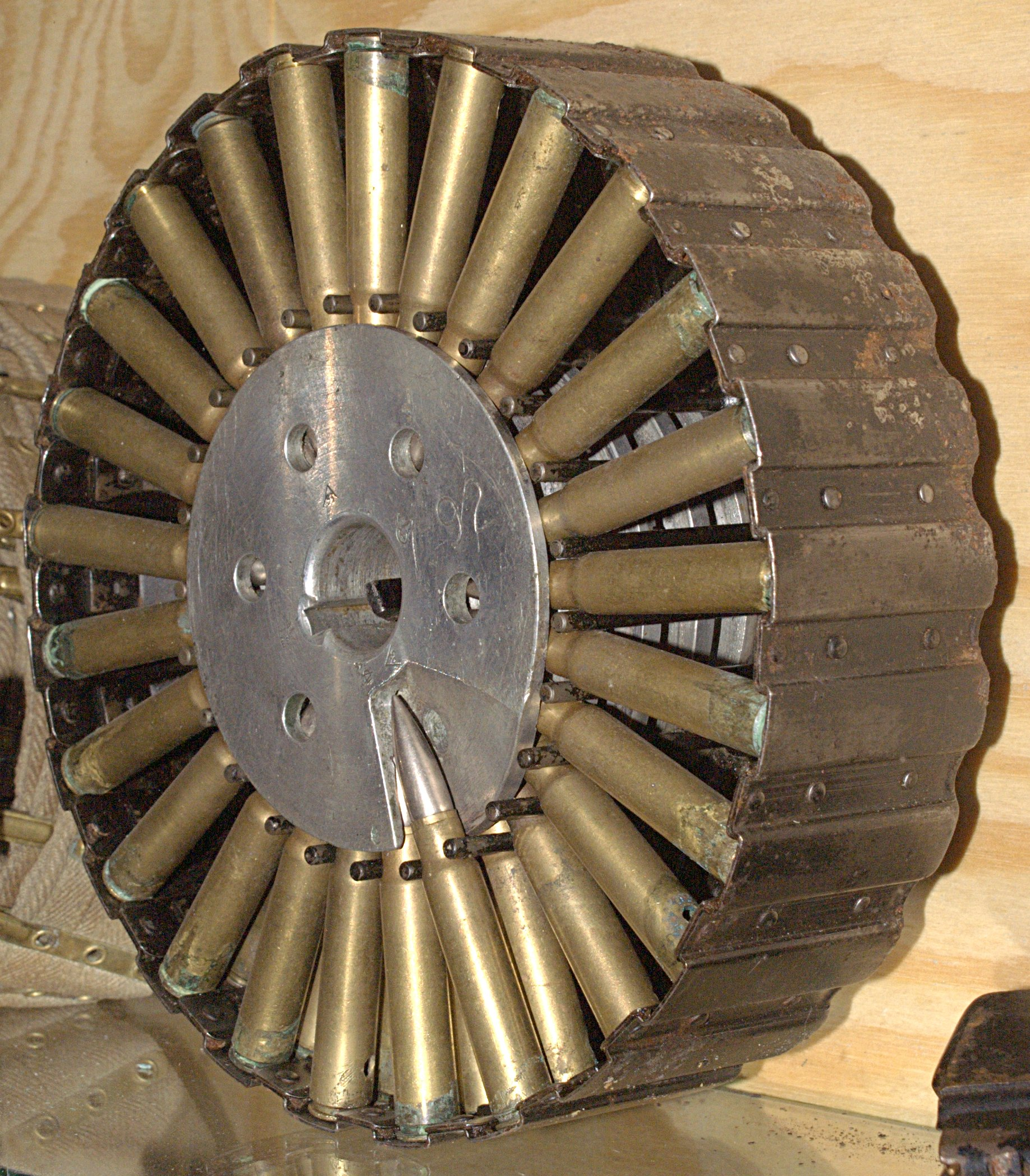
Magazynek talerzowy używany w karabinie maszynowym Lewis

Magazynki talerzowe są często zaliczane do magazynków bębnowych. Magazynek talerzowy różni się od standardowych magazynków bębnowych tym, że naboje są w nim przechowywane prostopadle do linii lufy, a nie równolegle i zwykle są montowane na górze broni. Ten typ magazynka jest używany w starszej broni, takiej jak karabin maszynowy Lewis, Vickers K czy Bren (tylko w wersji przeciwlotniczej), lekkim karabinie maszynowym Diegtiariowa i pistolecie maszynowym American-180. Bardzo nietypowe rozwiązanie zastosowano w japońskim karabinie maszynowym Typ 89 zasilanym z dwóch 45-nabojowych magazynków talerzowych w kształcie ćwiartki okręgu (każdy magazynek miał miejsce na dziewięć 5-nabojowych ładowników do osobnego wymieniania).

### XXI w.

Przekrój magazynka Beta C wypełnionego 100 nabojami

Przekrój pustego magazynka Beta C

Współcześnie produkowane są magazynki bębnowe dla różnych rodzajów broni palnej, w tym m.in. Ruger Mini-14, karabinku AK i jego wariantach, broni na magazynki STANAG oraz w pistolecie maszynowym H&K MP5 (rzadko używany).
Magazynki bębnowe zdobyły niegdyś złą sławę z powodu problemów związanych z zawodnością, takich jak zacięcia, lecz udoskonalenia technologiczne zaowocowały ich lepszą wydajnością, a jednocześnie obniżyły koszty produkcji. W rezultacie magazynki bębnowe stały się bardziej powszechne na rynku cywilnym w Stanach Zjednoczonych, chociaż są znacznie mniej powszechne niż standardowe magazynki pudełkowe o mniejszej pojemności. W 2019 roku blisko sześciu producentów w Stanach Zjednoczonych produkowało magazynki bębnowe, sprzedając je w cenie około 100 dolarów za sztukę. Wśród producentów znalazły się takie firmy jak KCI USA czy Magpul Industries; ta druga produkuje magazynki bębnowe zarówno do użytku cywilnego, jak i wojskowego.

## Sytuacja prawna w Stanach Zjednoczonych
Magazynki bębnowe zostały użyte w wielu głośnych masowych strzelaninach w Stanach Zjednoczonych, co podsyciło wezwania do zakazania magazynków bębnowych i innych magazynków o dużej pojemności na rynku cywilnym. Magazynki bębnowe zostały użyte podczas strzelaniny w Aurorze w 2012 roku, w Las Vegas w 2017 roku i w Dayton w 2019, umożliwiając przestępcom wystrzelenie dziesiątek nabojów w bardzo krótkich odstępach czasu, bez konieczności zatrzymywania się w celu przeładowania. Eksperci wskazali ograniczenia w dostępności magazynków o dużej pojemności jako czynnik, który może sprawić, że masowe strzelaniny staną się mniej śmiercionośne.
W latach 1994–2004 ustawa federalna Federal Assault Weapons Ban zakazywała na obszarze całych Stanów Zjednoczonych produkowania nowych magazynków mieszczących powyżej 10 naboi. Po wygaśnięciu tego aktu prawnego nie ma obecnie ogólnokrajowego zakazu posiadania magazynków bębnowych, które są uznawane za akcesoria do broni palnej podlegające regulacji. Jednak od 2023 roku dwanaście stanów (Kalifornia, Kolorado, Connecticut, Delaware, Hawaje, Massachusetts, New Jersey, Nowy Jork, Oregon, Rhode Island, Vermont, Waszyngton) oraz Dystrykt Kolumbii ustanowiły własny limit pojemności magazynków.